# Výrava (Slowakei)
Výrava (russinisch Вырава/Wyrawa, ungarisch Virava) ist eine Gemeinde im Laboretzer Bergland (Laborecká vrchovina) in der nördlichen Ostslowakei.
Die Gemeinde mit russinischer Bevölkerungsmehrheit liegt zwölf Kilometer südöstlich der Bezirksstadt Medzilaborce am Fuß des Karpaten-Hauptkammes, der hier die Grenze zwischen der Slowakei und Polen bildet. Der Łupkowpass (Bahnlinie Michalovce-Humenné-Medzilaborce-Sanok) ist nur wenige Kilometer von Výrava entfernt. Der Pass gilt als Trennungslinie zwischen den Karpatenteilen Niedere Beskiden und Bukovské vrchy/Bieszczady. Die höchsten Erhebungen der Umgebung bilden der Kobyla unmittelbar westlich des Ortes (637 m ü. M.) und der Vysoký grúň östlich von Výrava an der polnischen Grenze (904 m ü.N.). Die Gemeinde liegt am gleichnamigen Fluss Výrava, der am Karpatenhauptkamm entspringt und nach ca. 20 Kilometer langem Lauf in südlicher Richtung nahe Jabloň (Okres Humenné) in den Laborec mündet.
Umgeben wird Výrava von den Nachbargemeinden Čabalovce im Norden, Oľšinkov im Osten, Svetlice im Süden sowie Valentovce im Westen.
Durch Výrava führt die etwa 40 Kilometer lange Hauptstraße von Medzilaborce nach Snina, die auf diesem Weg am Gebirgsfuß entlang mehrere Flusstäler überquert.
Der Ort wurde im Jahr 1557 erstmals in einer Urkunde erwähnt.

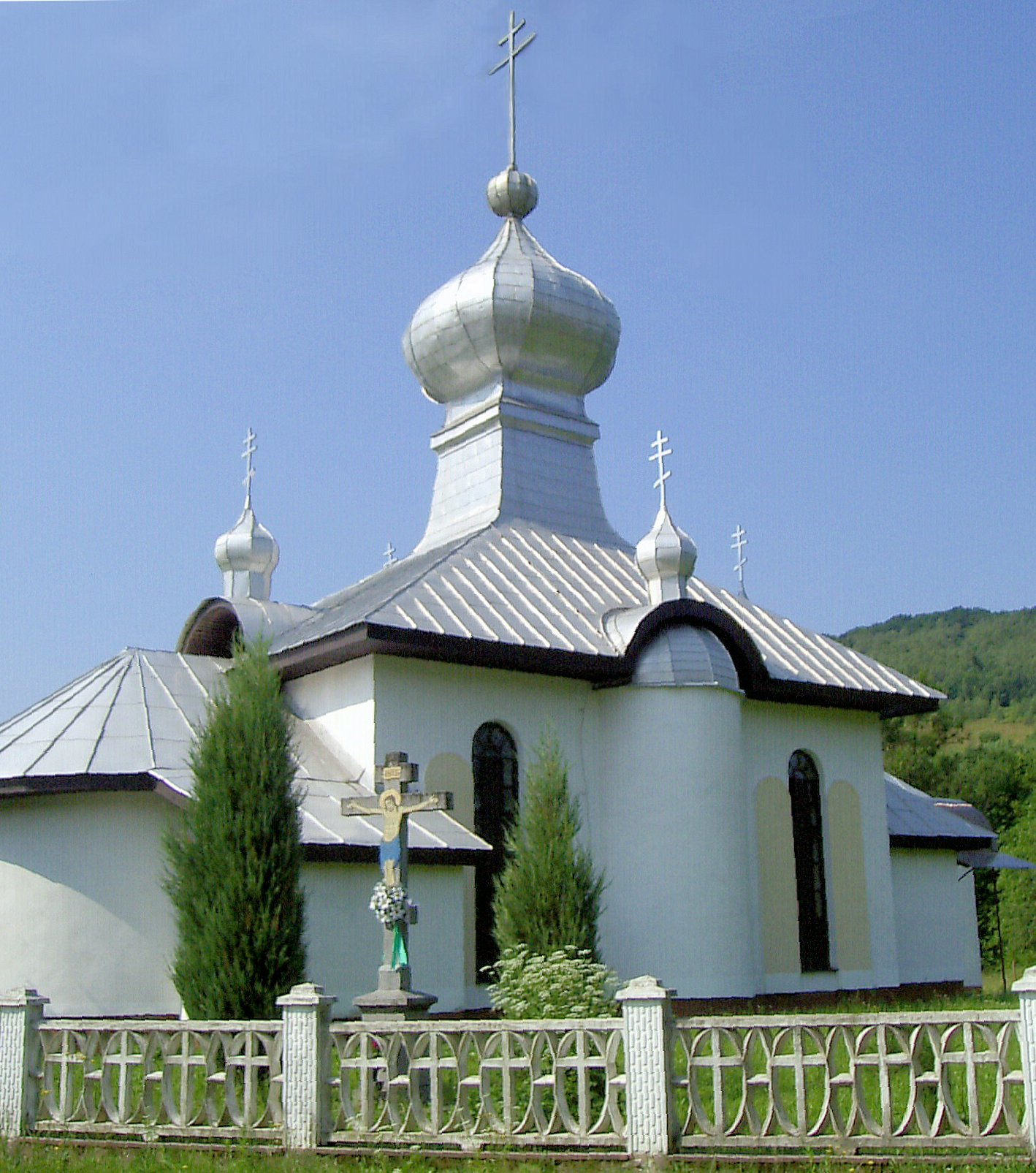
Griechisch-katholische Kirche in Výrava

## Bevölkerung
| Jahr                | 1994 | 2004    | 2014     | 2024    |
| ------------------- | ---- | ------- | -------- | ------- |
| Anzahl der Personen | 157  | 156     | 188      | 186     |
| Unterschied         |      | −0,63 % | +20,51 % | −1,06 % |

| Jahr                | 2023 | 2024    |
| ------------------- | ---- | ------- |
| Anzahl der Personen | 185  | 186     |
| Unterschied         |      | +0,54 % |

Die Einwohnerzahl schwankte in den Jahren von 1991 bis 2008 zwischen 144 und 192. Die Bevölkerung Výravas besteht zur Hälfte aus Russinen, 37 % der Bewohner sind Slowaken und 7 % Roma. 49 % der Einwohner bekennen sich zur Griechisch-katholischen Kirche, ca. 32 % sind orthodoxe Christen, 13 % römisch-katholischer Konfession.